# .nu
.nuはニウエに割り当てられている国別コードトップレベルドメイン(ccTLD)。